# Банникова, Галина Андреевна
Галина Андреевна Банникова (17 (30) марта 1901, Сарапул, Вятская губерния, Российская империя — 27 июня 1972, Москва, СССР) — советский график, художница шрифта.

## Биография
В 1930 году окончила ленинградский ВХУТЕИН (отделение Всероссийской академии художеств). С 1939 года работала в Отделе наборных шрифтов ВНИИ полиграфической промышленности. Автор шрифтов, среди которых наиболее известна гарнитура «Банниковская» (1950), а также гарнитуры «Байконур» (1960—69) и «Кама» (1967—71).
Банникова в своих творческих замыслах попыталась раскрыть художественную ценность типографского шрифта и гармонично соединить её с практичностью и удобочитаемостью. В своей гарнитуре «Банниковская», над которой она работала много лет, на основе тщательного изучения первых русских шрифтов петровского времени и европейских шрифтов эпохи Возрождения. Банникова создала первый оригинальный рисунок кириллического шрифта антиквенного типа, предназначенный для набора художественной литературы.
Банникова также является автором многочисленных заголовков, титулов, обложек, серий орнаментированных буквиц и прочих работ для полиграфии. Занималась проблемами сравнительной удобочитаемости шрифтов и различимости отдельных знаков и написала несколько теоретических работ по этой теме. Лауреатка диплома I степени Всесоюзной выставки книги, графики и плаката 1957 года за гарнитуру «Банниковская».
Похоронена на Бабушкинском кладбище.